# Wulf-Diether Graf zu Castell-Rüdenhausen
Wulf-Diether Graf zu Castell-Rüdenhausen (* 20. November 1905 in Berlin; † 1. Juli 1980) war ein deutscher Flugpionier zu Beginn des 20. Jahrhunderts und später Direktor des Flughafens München-Riem.

## Leben

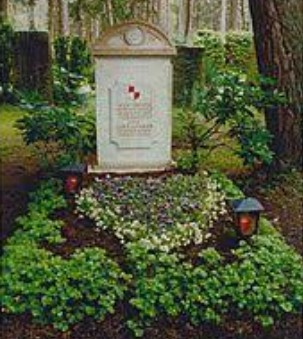
Grabstätte von Wulf-Diether Graf zu Castell-Rüdenhausen

Wulf-Diether Graf zu Castell-Rüdenhausen war ein Sohn des preußischen Majors Wolfgang Graf zu Castell-Rüdenhausen (1875–1930) und dessen Ehefrau Hedwig von Faber (1882–1937), einer Enkeltochter von Lothar von Faber. Er wuchs im Schloss Seeläsgen am Großen Nieschlitzsee (heute: Przełazy, Polen) in der östlichen Mark Brandenburg auf. 1926 erwarb er den Pilotenschein und unterrichtete, neben seinem Jurastudium an der Ludwig-Maximilians-Universität München, an der Deutschen Verkehrsfliegerschule in Schleißheim. Mit 25 Jahren wurde er Flugzeugführer bei der Deutschen Lufthansa und war von 1933 bis 1936 beauftragt, in China mit der Lufthansa-Tochtergesellschaft Eurasia ein durchgehendes Flugverkehrsnetz aufzubauen. Er flog mit einer einmotorigen Junkers-Maschine, der W 33, später mit der dreimotorigen Ju 52. Bei seinen Flügen fotografierte er mit seiner Leica viele Gegenden Chinas aus der Luft, die zuvor kaum ein Europäer gesehen hatte. Eine Auswahl seiner Aufnahmen veröffentlichte Castell 1938 in dem Bildband Chinaflug. Als Flugpionier war er auch von 1939 bis 1941 in Südamerika unterwegs. Von 1949 bis 1972 war er Direktor des Münchner Flughafens in Riem und wesentlich an dessen Entwicklung beteiligt. Er starb 1980 beim Sturz von einer Leiter und wurde auf dem Waldfriedhof Grünwald beerdigt.
In erster Ehe war er seit 1928 mit Hildegard Prinzessin von Hanau (1903–1990), einer Tochter von Friedrich August von Hanau verheiratet. Nach der Scheidung heiratete er 1942 die Schauspielerin Luise Ullrich (1910–1985). Aus der zweiten Ehe entstammen die Töchter Gabriela (* 1944) und Michaela (1945–2011), die mit dem Sportmediziner Bernd Rosemeyer verheiratet war.

## Ehrungen
- 1973: Großes Verdienstkreuz der Bundesrepublik Deutschland[4]